# 小行星11765
小行星11765（11765 Alfredfowler）是一颗绕太阳运转的小行星，为主小行星带小行星。该小行星于1960年10月19日发现。

## 轨道参数
小行星11765的轨道半长轴为348 935 597 km，2.3324572 UA，离心率为0.108。